# Jens Langbein
Jens Langbein (* 1962 in Hamburg) ist ein deutscher Komponist.

## Biografie
Jens Langbein studierte mit dem Hauptfach Klavier in Hamburg Musik. Er spielte in mehreren Bands mit und ist seit mehreren Jahren als Komponist, Produzent und Musiker selbständig. Gemeinsam mit dem Komponisten Robert Schulte-Hemming betreibt er in Hamburg ein eigenes Musikstudio, wobei sie auch häufig miteinander komponieren, unter anderem bei den Fernsehserien girl friends – Freundschaft mit Herz und Der Bergdoktor und Fernsehfilmen wie Schlaflos in Schwabing und Wohin der Weg mich führt.

## Filmografie (Auswahl)
- 1994: Polizeiruf 110: Samstags, wenn Krieg ist
- 1995: Visum in den Tod – Die Russenhuren
- 1995–2007: girl friends – Freundschaft mit Herz (Fernsehserie, 68 Folgen)
- 1996–2000: Männer sind was Wunderbares (Fernsehreihe)
- 1998: Das Glück wohnt hinterm Deich
- 1998: König auf Mallorca
- 1999: No Sex
- 1999: Meine beste Feindin
- 1999–2001: Zwei Männer am Herd (Fernsehserie, 12 Folgen)
- 2000: Scharf aufs Leben
- ab 2001: Ein starkes Team (Fernsehserie)
  - 2001:  Verraten und verkauft
  - 2002:  Träume und Lügen
  - 2003:  Blutsbande
  - 2004:  Der Verdacht
  - 2004:  Sicherheitsstufe 1
  - 2006:  Dunkle Schatten
  - 2006:  Gier
  - 2006:  Sippenhaft
  - 2007:  Unter Wölfen
  - 2018:  Tödlicher Seitensprung
  - 2019:  Erntedank
  - 2019:  Tödliche Seilschaften
  - 2021:  Sterben auf Probe
  - 2023:  Kurierfahrt in den Tod
- 2001: Ehemänner und andere Lügner
- 2002: Barbara Wood (Folge: Spiel des Schicksals), Co-Komponist: Robert Schulte-Hemming
- 2002: Tödliches Vertrauen
- 2003: Königskinder
- 2003–2006: Donna Leon (Fernsehreihe)
  - 2003: Feine Freunde
  - 2004: Acqua Alta
  - 2006: Das Gesetz der Lagune
- 2004: Der Wunschbaum
- 2004: Derrick – Die Pflicht ruft!
- 2004: Mörderische Suche
- 2005: Hölle im Kopf
- 2005: Liebe hat Vorfahrt
- 2006: Tatort: Nachtwanderer
- 2006: Tatort: Revanche
- 2007: Der Kronzeuge
- 2007: Die Entführung
- 2007: Eine Robbe und das große Glück
- 2007: Ich heirate meine Frau
- 2007: Das Glück am anderen Ende der Welt (Fernseh-Zweiteiler)
- 2007: Sehnsucht nach Rimini
- 2008: Mama arbeitet wieder
- 2008: Utta Danella – Wenn Träume fliegen
- 2008–2011: Der Bergdoktor (Fernsehserie, 44 Folgen)
- 2009: Ein geheimnisvoller Sommer
- 2009: Das Paradies am Ende der Welt
- 2009–2012: Das Duo (Fernsehserie)
  - 2009:  Wölfe und Lämmer
  - 2012:  Tote lügen besser
- 2010: Tatort: Die Unsichtbare
- 2010: Tatort: Heimwärts
- 2010: Der letzte Patriarch
- 2011: Die Schäferin
- 2011: Mord in bester Familie
- 2011: Tatort: Nasse Sachen
- 2012: Flirtcamp
- 2012: Schlaflos in Schwabing
- 2012: Wohin der Weg mich führt
- 2013: Einmal Bauernhof und zurück (Fernsehfilm)
- 2013: Harry nervt
- 2014: In gefährlicher Nähe
- 2014: Für immer ein Mörder – Der Fall Ritter
- 2014: Ein offener Käfig
- 2016: Böse Wetter – Das Geheimnis der Vergangenheit (Fernsehfilm)
- 2019: Katie Fforde – Wachgeküsst
- 2018–2022: Der Ranger – Paradies Heimat (Fernsehserie)
  - 2018:  Wolfsspuren
  - 2018:  Vaterliebe
  - 2020:  Entscheidungen
  - 2020:  Zeit der Wahrheit
  - 2021:  Junge Liebe
  - 2021:  Sturm
  - 2022:  Himmelhoch
  - 2022: Zusammenhalt
- 2022: Der Feind meines Feindes (Fernsehfilm)
- 2022: Der Tod kommt nach Venedig (Fernsehfilm)
- 2022: Tatort: Das Verhör
- 2023: Tatort: Gold
- 2024: Wunderland – Vom Kindheitstraum zum Welterfolg